# Containment (película)
Containment es una película de thriller británico de 2015 escrita por David Lemon, dirigido por Neil Mcenery-West, producida por Casey Herbert, Pete Smyth y Christine Hartland; y protagonizada por Lee Ross, Sheila Reid, Louise Brealey, Pippa Nixon, Andrew Leung, William Postlethwaite y Gabriel Senior. El productor ejecutivo de la película es Simon Sole.

## Argumento
La película se establece en 1970 en Weston, Southampton, ubicado en el actual Reino Unido. Mark, un artista, se despierta para encontrar que ha sido sellado en su departamento sin salida. No hay electricidad, no hay agua y no hay comunicación con el mundo exterior, aparte de una voz de miedo por el intercomunicador, repitiendo la frase, "Por favor, mantenga la calma, la situación está bajo control". Extrañas figuras con trajes especiales patrullan los jardines de afuera y levantan una tienda de campaña militar. El vecino de Mark, Sergei, rompe la pared entre sus pisos con el fin de descubrir por qué han sido sellados y tratar de encontrar una manera de escapar. En el camino, se unen con sus vecinos, Enid, Sally y Aiden.

## Reparto
- Lee Ross como Mark.
- Sheila Reid como Enid.
- Andrew Leung como Sergei.
- Gabriel Senior como Nicu.
- Louise Brealey como Sally.
- William Postlethwaite como Aiden.
- Pippa Nixon como Hazel.

## Producción
Mcenery-Oeste comenzó a trabajar en la película en 2008, como siempre se había sentido atraído por los thrillers y quería hacer una versión urbana moderna de algo así como el Lord of the Flies. La idea original de Mcenery-Oeste se centra en el concepto de un solo personaje atrapado solo en su apartamento, pero Lemon lo amplió para incluir la historia de un grupo diverso de personajes para evitar lo que Lemon sentía que era "un hombre en un escenario".
La película se comenzó a filmar en locaciones de Weston Tower Blocks, Southampton en abril de 2014. Los bloques se mantuvieron ocupados durante la filmación con muchos de los residentes reales de la ubicación actuando como extras en la película. Lemon tuvo un cameo como una de las figuras misteriosas en un traje de materiales peligrosos.

## Estreno
En mayo de 2015, Vision Films adquirió los derechos sobre la película y la película se estrenó en julio del 2015 como parte del East End Film Festival y ofreció una presentación en el Festival Fringe de Henley por delante de su estreno en los cines del Reino Unido en septiembre el año 2015.

## Recepción
- Containment ganó el Premio de adhesión en el East End Film Festival 2015[6]